# Сёмин, Денис Вячеславович
Денис Вячеславович Сёмин (род. 24 декабря 1992, Лосино-Петровский, Щёлково (городской округ)) — российский регбист, полузащитник схватки команды «Локомотив-Пенза».

## Биография

### Клубная карьера
Регби начал заниматься в 2000 году в возрасте 8 лет. Первый тренер — Денис Владимирович Фешин. В команде ВВА-Подмосковье с 2015 года. Четырёхкратный бронзовый призёр Чемпионата России по регби (2015—2018). Обладатель Кубка Европейских Чемпионов по регби-7 (2019). Серебряный призёр Чемпионата России по регби-7 (2019). В 2019 году получил приз в от Федерации регби России в номинации «Лучший игрок чемпионата России по регби-7».

### Карьера в сборной
С 2019 года вошёл в состав сборной команды России по регби-7.

## Достижения
- Бронзовый призёр Чемпионата России по регби — 4 раза (2015—2018)
- Серебряный призёр Чемпионата России по регби-7 — 1 раз (2019)
- Обладатель Кубка Европейских Чемпионов по регби-7 — 1 раз (2019)